# Britholita-(Ce)
La britholita-(Ce) és un mineral de la classe dels silicats, que pertany al grup de la britholita.

## Característiques
La britholita-(Ce) és un silicat de fórmula química (Ce,Ca)₅(SiO₄)₃(OH). Cristal·litza en el sistema hexagonal. La seva duresa a l'escala de Mohs és 5,5.
Segons la classificació de Nickel-Strunz, la britholita-(Ce) pertany a «9.AH - Nesosilicats amb CO₃, SO₄, PO₄, etc.» juntament amb els següents minerals: iimoriïta-(Y), tundrita-(Ce), tundrita-(Nd), spurrita, ternesita, britholita-(Y), el·lestadita-(Cl), fluorbritholita-(Ce), fluorel·lestadita, hidroxilel·lestadita, mattheddleïta, tritomita-(Ce), tritomita-(Y), fluorcalciobritholita i fluorbritholita-(Y).